# Velloreille-lès-Choye
Velloreille-lès-Choye – miejscowość i gmina we Francji, w regionie Burgundia-Franche-Comté, w departamencie Górna Saona.
Według danych na rok 1990 gminę zamieszkiwało 45 osób, a gęstość zaludnienia wynosiła 11 osób/km² (wśród 1786 gmin Franche-Comté Velloreille-lès-Choye plasuje się na 698. miejscu pod względem liczby ludności, natomiast pod względem powierzchni na miejscu 877.).